# لافوشكين لا-15
كانت طائرة لافوشكين لا-15 (رمز المنتج للمصنع 21 إزديلي 52، واسم تقرير القوات الجوية الأمريكية هو Type 21، واسم نداء حلف شمال الأطلسي هو Fantail)، طائرة مقاتلة سوفيتية مبكرة ومعاصرة لطائرة ميكويان-جوريفيتش ميج-15، كانت في الخدمة مع القوات الجوية السوفيتية من عام 1949 حتى عام 1953.

## التصميم والتطوير
كان مكتب تصميم لافوشكين قد صمم خطًّا من المقاتلات ذات المحركات المروحية في الحرب العالمية الثانية. كانت طائرة لافوشكين لا-150 هي أول استجابة لطلب عام 1945 لبناء طائرة مقاتلة ذات مقعد واحد باستخدام محرك توربيني واحد من طراز يونكرز يومو 004 الألماني العامل على طائرة مسرشميت مي 262. نُقل محرك طائرة لافوشكين لا-152 التي حلقت في ديسمبر 1946 إلى مقدمة الأنف، مما أدى إلى تقليل فقدان الدفع. كانت طائرة لافوشكين لا-160 أول مقاتلة سوفيتية تطبق الأجنحة المائلة، وقد حلقت في يونيو 1947.
حلقت طائرة لافوشكين لا-168 أول مرة في 22 أبريل 1948. صُممت لاستخدام المحرك التوربيني النفاث الجديد المستند إلى محرك رولز رويس نيني استجابة لطلب عام 1946 لطائرة مقاتلة نفاثة متطورة ذات أجنحة مائلة قادرة على الأداء فوق الصوتي. وُضع المحرك خلف الطيار، ولكن مع جناح مرتفع وذيل على شكل حرف T مقارنة بالطائرة ميج 15 المماثلة.
كانت طائرة لا-15 التي وصلت إلى الإنتاج المتسلسل نتيجة لسلسلة من الطائرات التطويرية التي بدأت مع القاذفة الطائرة 150 في عام 1945 وبلغت ذروتها مع طائرة 176، في وقت لاحق في عام 1948. صُممت هذه الطائرات بمحركات بريطانية، رولز رويس ديرونت 5 ورولز رويس نيني، والتي حصل عليها السوفيت في عام 1947 ثم تم نسخها باسم كليموف آر دي-500 وكليموف آر دي-45 على التوالي. صُممت الطائرة 174 التي تعمل بمحرك ديرونت كنسخة احتياطية للبرنامج الرئيسي، الطائرة 168 التي تعمل بمحرك نيني، في حالة فشل البريطانيين في تسليم محركات نيني أكثر قوة مع حارق لاحق (وهو ما فشلوا في تسليمه). أُطلق النموذج الأولي للطائرة 174 بعد 9 أيام فقط من إطلاق نظيرتها ميكويان-جوريفيتش آي-310 ، في 8 يناير 1948. لكن النموذج الأولي فقد في 11 مايو 1948 بسبب الاهتزازات. استمرت التجارب على النموذج الأولي الثاني المحسن، المسمى الطائرة 174D، والذي خضع لاختبارات القبول الحكومية من أغسطس إلى 25 سبتمبر 1948. وبالمقارنة مع طائرة ميج-15 التي تعمل بمحرك نيني، كانت تتمتع بنفس السرعة القصوى تقريبًا وقدرة أفضل على المناورة، مع معدل صعود منخفض إلى حد ما. طُلب إنتاج الطائرة في سبتمبر 1948، بينما كانت الطائرة 174D تخضع لتجارب الطيران، ومُنحت التسمية الرسمية لا-15 في أبريل 1949.
كان جسم الطائرة لا-15 على شكل برميل، وأجنحة مائلة مثبتة على الكتف بزاوية 6 درجات، ومثبتات مثبتة في أعلى الزعنفة، تشبه ذيل حرف T تقريبًا. كانت تحظى بشعبية كبيرة بين الطيارين بسبب سهولة التعامل معها وموثوقيتها، تميزت قمرة القيادة المضغوطة في الارتفاعات العالية. إلا أن الحماس الرسمي للطائرة لا-15 معتدلًا، ويرجع ذلك إلى حد كبير إلى أنها كانت ذات تصميم معقد يتطلب أدوات إنتاج معقدة ومكلفة. بنيت 235 طائرة لا-15 فقط، وظلت في الخدمة مع القوات الجوية السوفيتية حتى عام 1953.

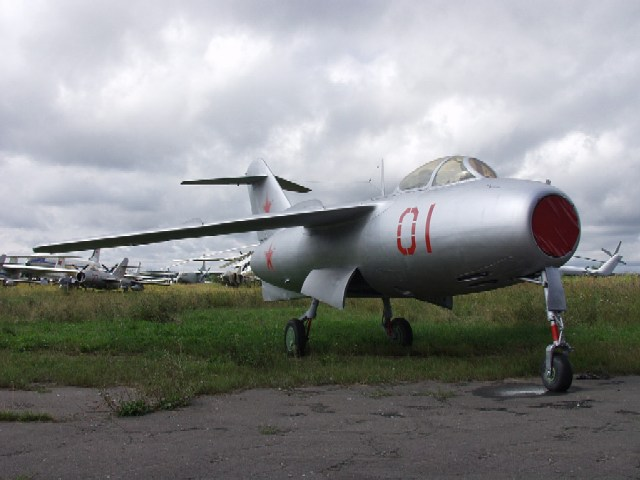
طائرة La-15 في مطار مونينو

## تاريخ التشغيل
اختُبرت طائرة لا-15 عمليًّا بواسطة الجناح المقاتل رقم 192، المتمركز في كوبينكا منذ 19 مارس 1949، وبدأت في الظهور في وحدات القتال الأمامية في وقت لاحق من نفس العام. كانت إحدى الوحدات على ما يبدو هي فوج الطيران المقاتل رقم 196. كان طرح الطائرة مصحوبًا بالعديد من الحوادث، لكن تصميم ميج-15 المنافس لم يكن أفضل حالًا. ومع ذلك، على الرغم من أن الطائرة لا-15 كانت تتمتع بعدد من المزايا التقنية على طائرة ميج-15، إلا أن مزيجًا من التصنيع الأسهل والتكاليف المنخفضة أدى إلى تفضيل طائرة ميج-15. قررت السلطات السوفيتية إنتاج مقاتلة واحدة فقط، واختارت الطائرة ميج-15بيس. نُزع سلاح طائرات لا-15 المتبقية في الخدمة بحلول عام 1953، وأعيد استخدام محركاتها في صاروخ جو-أرض كيه إس-1 كوميت. استُخدمت الطائرات كأهداف في العديد من اختبارات القنابل النووية.

## الإصدارات
الطائرة 174
زُود النموذج الأولي للطائرة لا-15 بمحرك رولز رويس ديرونت. تحطمت بسبب الاهتزازات الهيكلية الناجمة عن الترددات الرنانة المتعاطفة للطائرة الخلفية والطائرة.
الطائرة 174D
(Dooblyor-second)- النموذج الأولي الثاني مع التعديلات التي أظهرتها اختبارات طيران الطائرة 174.
طائرة 180
طُورت نسخة تدريب ذات مقعدين أيضًا باسم الطائرة 189 وكان من المقرر طرحها في الإنتاج باسم UTI La-15 أو La-15UTI، ولكن مع تراجع الاهتمام الرسمي بطائرة لا-15، ألغي مشروع طائرة التدريب قبل بدء الإنتاج الضخم وصُنع منها طائرتان فقط.

## المشغلون
الاتحاد السوفيتي
- القوات الجوية السوفيتية

## الطائرات الناجية
طائرة لا-15 من معروضات متحف القوات الجوية المركزية في مونينو، خارج موسكو، روسيا.

### الاستشهادات
1. 1 2 3  Gordon، Yefim (26 أبريل 2007). Lavochkin's Last Jets. Red Star. Hinkley: Midland publishing. ج. 32. ISBN:978-1-85780-253-5.
2. ↑  "Designations of Soviet and Russian Military Aircraft and Missiles". مؤرشف من الأصل في 2025-07-02.
3. ↑  "Designations of Soviet and Russian Military Aircraft and Missiles". مؤرشف من الأصل في 2025-07-02.

- Gordon,Yefim. Lavochkin's Last Jets. Midland Publishing. Hinkley. 2007. (ردمك 1-85780-253-5)ISBN 1-85780-253-5

### قراءة إضافية
- Gunston, Bill. The Osprey Encyclopedia of Russian Aircraft 1875-1995. London:Osprey, 1995. (ردمك 1-85532-405-9)ISBN 1-85532-405-9.